# Ушаково (Уфимський район)
Ушако́во (рос. Ушаково, башк. Ушаков) — присілок у складі Уфимського району Башкортостану, Росія. Входить до складу Ніколаєвської сільської ради.
Населення — 118 осіб (2010; 20 у 2002).
Національний склад:
- росіяни — 80 %